# Сироватко Валерія Яківна
Валерія Яківна Сироватко (нар. 29 квітня 1925, Вінниця — пом. 24 серпня 1994, Вінниця) — радянська й українська актриса, народна артистка УРСР (1974).
У 1948 закінчила Київський інститут театрального мистецтва. Після закінчення інституту працювала Закарпатському українському музично-драматичному театрі (Ужгород). 
У 1952–1990 рр. працювала у Вінницькому обласному музично-драматичному театрі ім. М. Садовського.
Ролі у виставах: «Лимерівна» (Панаса Мирного), «Мертвий бог» (Миколи Зарудного). 